# Tammy fiore selvaggio
Tammy fiore selvaggio (Tammy and the Bachelor) è un film del 1957 diretto da Joseph Pevney, con protagonista Debbie Reynolds.
Il film si basa sul romanzo del 1948 Tammy Out of Time di Cid Ricketts Sumner.
È il primo di quattro film aventi come personaggio Tammy; gli altri tre, con protagonista Sandra Dee, sono Dimmi la verità (Tammy Tell Me True) del 1961, Il sole nella stanza (Tammy and the Doctor) del 1963 e Tammy and the Millionaire del 1967; senza includere la serie televisiva Tammy, andata in onda negli Stati Uniti dal settembre 1965 al marzo 1966.
La canzone Tammy, scritta da Jay Livingston e Ray Evans, è stata candidata ai Premi Oscar 1958 come "migliore canzone".